# Český snář
Český snář je jedním z nejznámějších a nejuznávanějších románů českého spisovatele Ludvíka Vaculíka. Bývá řazen k vlně tzv. autentické literatury, k čemuž přispívá i deníková forma románu. Je silně autobiografický. V románu autor zobrazil rok svého života, čímž dal nahlédnout za kulisy disidentské společnosti, v níž tehdy působil, a již zobrazil značně deziluzivně, až krutě, s maximální otevřeností, a to i v erotických otázkách. To vedlo i ke kritice ze skandalizace svých blízkých, navíc tehdy zneužitelné státní moci, ze subjektivismu a egocentrismu, z toho že byl autor k sobě mnohem shovívavější než k jiným postavám. Na druhou stranu je kniha uznávána za jedno z klíčových českých literárních děl 20. století: byla zařazena mezi taková kanonická díla jak v anketě Magnesia Litera: Kniha století, tak například v anketě stanice Vltava, která román označila za deváté nejdůležitější české prozaické dílo z let 1918 až 2018. Prvně vyšlo v roce 1980, ve Vaculíkově samizdatové edici Petlice. V roce 2024 vyšlo v edici Česká knižnice kritické vydání s obsáhlými odbornými komentáři Michala Kosáka, Daniely Iwashity, Petra Šámala a Hany Kosákové.
Román je dedikován Jiřímu Kolářovi. Deníkové zápisky začínají 22. ledna 1979 a končí 2. února 1980. Součástí jsou i citace z autentických dopisů. Hrdina nese autorovo jméno a také všechny ostatní reálné postavy vystupují pod svými pravými jmény. Z literárních a disidentských osobností jsou to Jiří Gruša, Eva Kantůrková, Pavel Kohout, Karel Kosík, Ivan Klíma, Karel Pecka ad. Autor popisuje střety se státní mocí, práci na rukopisech pro samizdatové nakladatelství, práci na zahradě, jejíž nekonečná proměnlivost během roku je srovnávána s nehybností totalitní společnosti, a ovšem také svou vnitřní krizi vyvolanou ztrátou milované ženy, která emigruje do Vídně, a také nemožností se na vrcholu sil společensky a umělecky realizovat. Velké množství autorových úvah je také věnováno umělecké tvorbě, tomu nakolik má být autentická i za cenu toho, že autor ublíží zobrazeným osobám nebo sám sobě. V knize zaznamenává i své sny (odtud název) a celá kniha také končí snem o výletu disidentské skupiny do Brna "v lepších časech".
Zbyněk Fišer ve Slovníku české prózy (1994) o románu napsal: "V proudu vyprávění, líčení a dopisů je potenciálně přítomen román milostný; fejetony, glosy a aforismy, komentující veřejné události, jakož i kritické úvahy o situaci ve společnosti, o statečnosti i emigraci, o zodpovědnosti každého za stav v zemi, vytvářejí obrysy politického románu (...) Text přesahuje rozměr osobního příběhu a stává se kritickou výpovědí o stavu celé společnosti, formální různorodost umožňuje poskládat různé pohledy v jeden celkový obraz světa. (...) Bytostná autorova skepse a pochybovačnost jsou zároveň motorem jeho neutuchající aktivity a naděje. Nutí ho nevzdávat se, stát za svým přesvědčením, v boji se světem nalézt svou sílu a sám sebe."
Román je často srovnáván s Kohoutovým Kde je zakopán pes, který pojednává o podobném tématu. Podobnou metodu použil Vaculík ve své knize Jak se dělá chlapec (1993).